# Sarmatia moribundalis
Sarmatia moribundalis là một loài bướm đêm trong họ Erebidae.